# Флаг Тячевского района
Флаг Тячевского района (укр. Прапор Тячівського району) — один из официальных символов Тячевского района Закарпатской области Украины, утверждённый 21 декабря 2007 года решением сессии Тячевского районного совета.

## Описание
Флаг района представляет собой прямоугольное полотнище с соотношением сторон 2:3. По вертикали флаг разделён на две части. Часть от древка длиной 1/3 длины флага разделена по горизонтали на семь равновеликих полос жёлтого (из полосы) и синего (4 полосы) цветов. Вторая часть зелёного цвета занимает 2/3 длины флага. В её центре размещено изображение герба района.
Флаг района двусторонний.